# Vichtis sockenmagasin
Vichtis sockenmagasin (finska: Vihdin pitäjänmakasiini) är ett gammalt sockenmagasin i Vichtis i det finländska landskapet Nyland. Sockenmagasinet ligger i Vichtis kyrkby på en kulle nära de före detta åkrar som tillhörde Vichtis prästgård.
Vichtis sockenmagasin är en del av Vichtis kyrkbys byggd kulturmiljö av riksintresse och därmed skyddat av Museiverket.

## Historia
I Vichtis bestämde man sig att grunda ett sockenmagasin 12 september 1750. Det första magasinet var ett spannmålsmagasin i byn Suksela. Reglementet för Vichtis sockenmagasin ställde i kraft bara år 1773.
Snart behövde man ändå ett nytt magasin eftersom det gamla magasinet var för litet. Beslutet för att bygga ett nytt sockenmagasin gjordes 11 november 1810. Det nya magasinet byggdes enligt kapten Carl Fredrik Arnkihls ritningar. Som magasinets byggmästare mannen som hette Pistol som hade också lovat att slutföra byggarbetet med 50 mark. Vichtis sockenmagasin färdigställdes år 1811. Timmerbyggnaden har tre våningar och den är målat med röd färg. Man har räknat att magasinet har rum för 4 000 tunnor spannmål.
Vichtis sockenmagasinets verksamhet nedlagdes 17 maj 1956 och nuförtiden fungerar byggnaden som ett museum. Magasinet ägs av stiftelsen Vihdin Maataloussäätiö.